# Desecheo, Puerto Rico

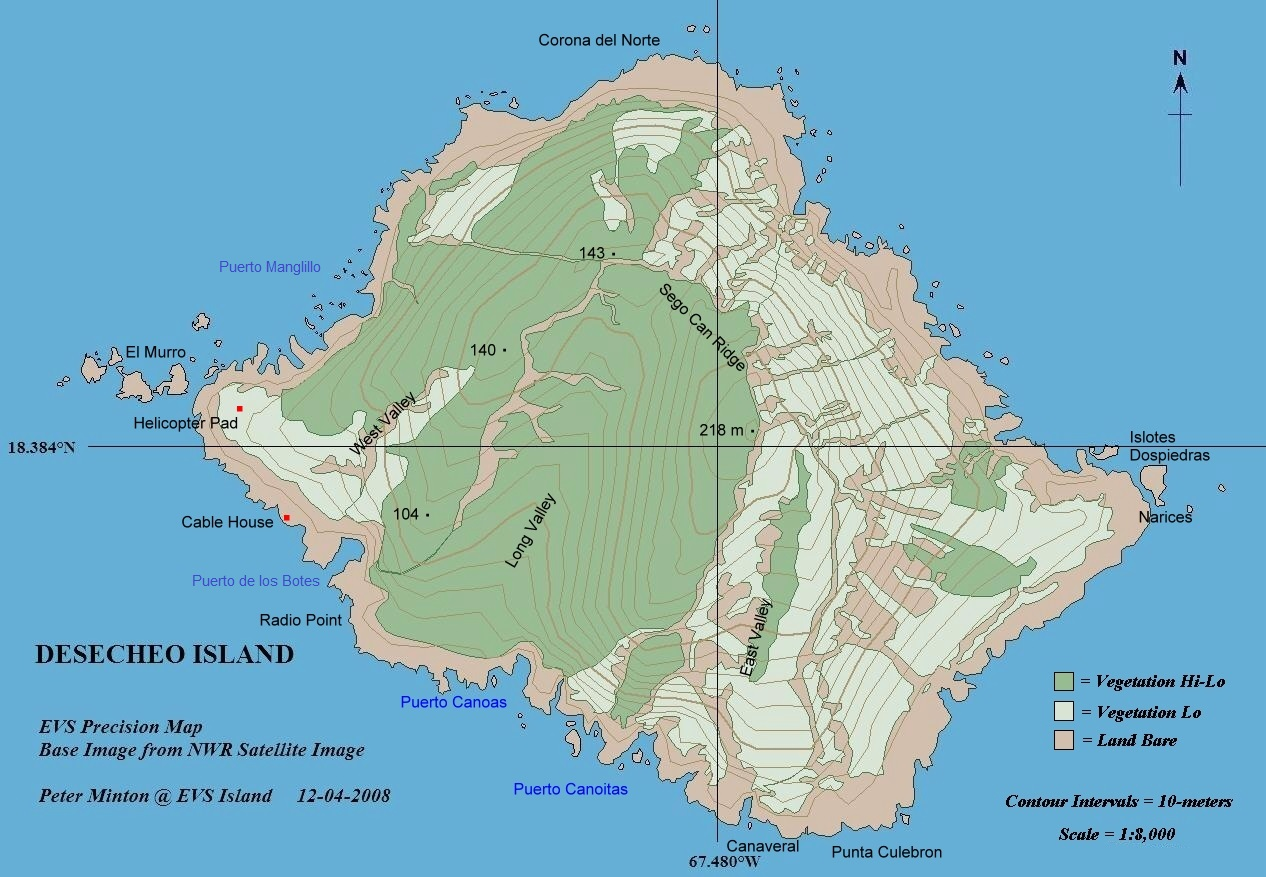
Bản đồ đảo Desecheo

Desecheo (phát âm tiếng Tây Ban Nha: [deseˈtʃeo]) là một đảo nhỏ không người thuộc quần đảo Puerto Rico; cách bờ tây (Punta Higüero) của đảo lớn Puerto Rico 21 km về phía tây và cách đảo Mona 50 km về phía đông bắc. Nó có diện tích 1,5 km². Về hành chính, hòn đảo được quản lý bởi Bộ Nội vụ Hoa Kỳ và Cục cá và động vật hoang dã Hoa Kỳ.

## Hệ động-thực vật
Desecheo có điểm cao nhất đạt 715 ft (218 m), lượng mưa trung bình năm 40,15 in (1020 mm), nhưng lại thiếu nước bề mặt. Việc thiếu nước bề mặt làm cho thực vật ở đây chủ yếu là cây bụi gai, cây gỗ nhỏ, cỏ dại và xương rồng (gồm cả loài Harrisia portoricensis bị đe doạ). Hệ động vật gồm nhiều loài chim biển, ba loài thằn lằn đặc hữu (Ameiva desechensis, Anolis desechensis và Sphaerodactylus levinsi), dê và chuột du nhập, cùng một quần thể khỉ Macaca mulatta mang đến từ Cayo Santiago năm 1967, trong một nghiên cứu về sự thích nghi. Trước khi bầy khỉ được đưa đến, nơi đây từng là chỗ làm tổ của chim điên bụng trắng. Ngày nay, không còn loài chim nào làm tổ trên đảo nữa.

## Địa chất học
Dù về địa chính trị thuộc về Puerto Rico, Desecheo, cùng với Mona và Monito, ít liên quan đến đảo lớn Puerto Rico về địa chất. Hòn đảo có lẽ đã tách biệt từ thời Pliocen. Tuy nhiên, do hòn đảo thuộc thành hệ Rio Culebrinas, có lẽ trước đây nó từng nối với Puerto Rico.

## Lịch sử
Không có dấu vết về sự cư ngụ của con người trên đảo vào thời kỳ Colombo. Cristoforo Colombo là người châu Âu đầu tiên đặt chân lên đảo, trong chuyến hải trình đến Tân Thế giới; tuy vậy, đảo vẫn vô danh cho tới năm 1517 khi nhà thám hiểm Nuñez Alvarez de Aragón đặt cho nó một cái tên. Vào thế kỷ XVIII, đây là nơi những tay buôn lậu và cướp biển đến để săn dê. Vào Thế chiến II, và tới năm 1952, hòn đảo được dùng làm trường thả bom cho các lực lượng vũ trang Hoa Kỳ. Từ năm 1952 đến 1964, Không quân Hoa Kỳ lấy Desecheo làm nơi huấn luyện sinh tồn. Năm 1976, việc quản lý đảo chuyển về tay Cục cá và động vật hoang dã Hoa Kỳ, rồi năm 1983 nó trở thành khu nương náu hoang dã quốc gia.

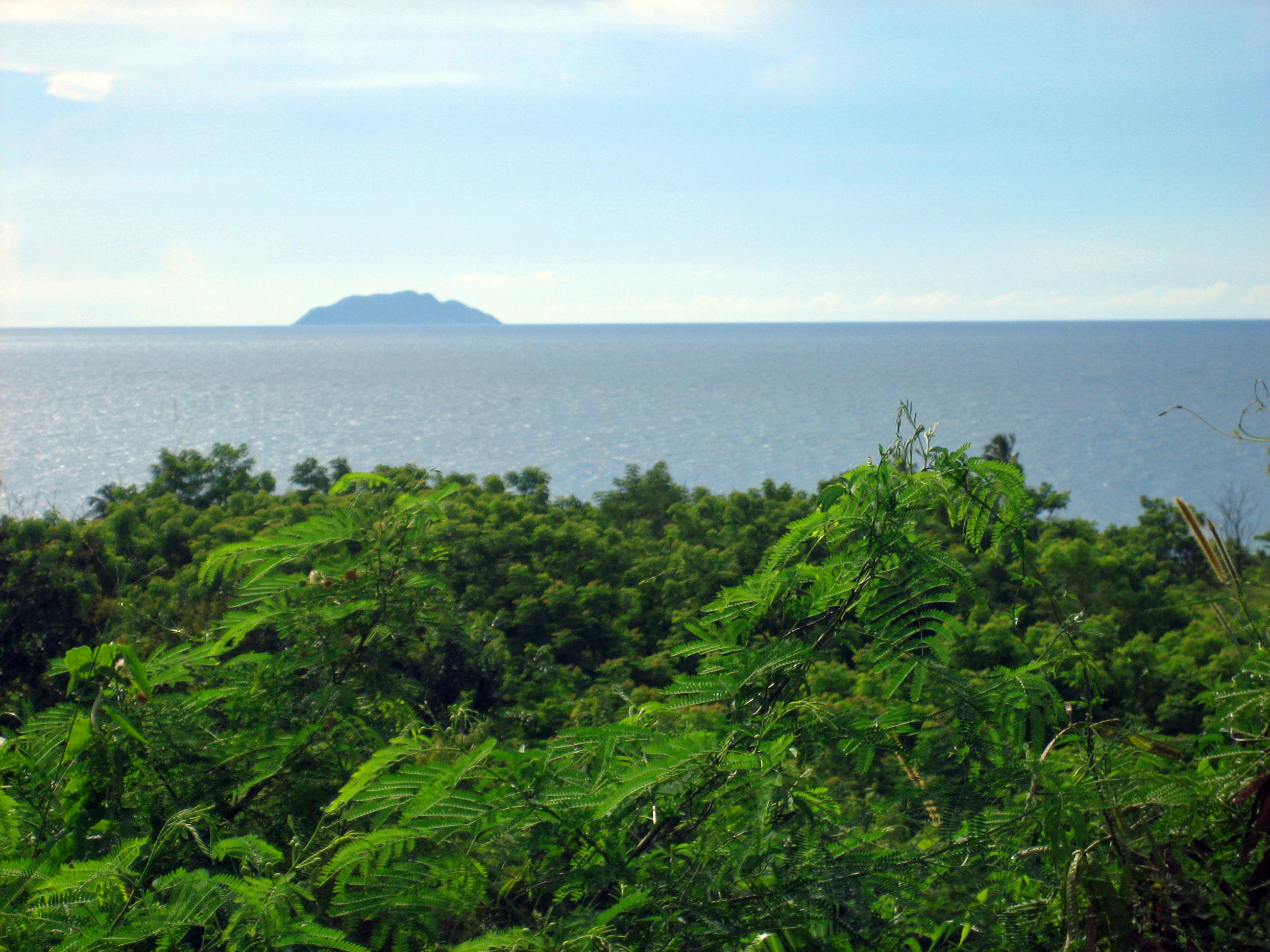
Desecheo trông từ Rincón

## Lặn biển
Do rạn san hô tươi tốt và vùng nước sạch xung quanh, với tầm nhìn trong nước 98 đến 148 foot (30 đến 45 m), Desecheo là một điểm đến cho người ưa thích lặn biển. Dù việc bơi lặn là hợp phép quanh đảo, vùng bảo vệ bên trong cấm dân thường do bom mìn còn sót lại. Việc xâm nhập trái phép đều bị cấm theo quy định của luật Liên bang.